# Arbotante

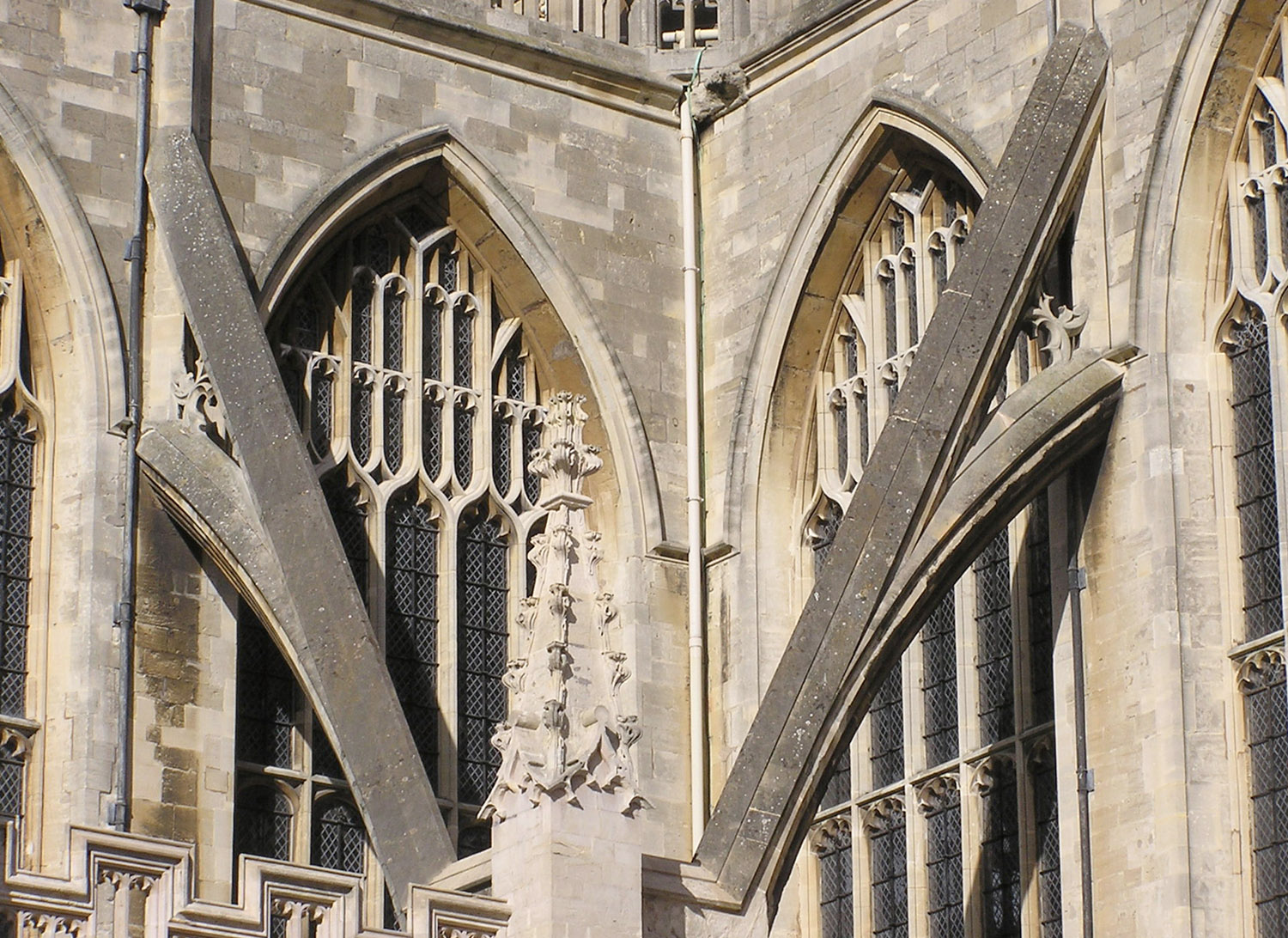
Arbotantes de la abadía de Bath.

Un arco arbotante, o simplemente arbotante (del francés arc-boutant, literalmente arco que transmite), es un elemento estructural exterior con forma de medio arco que recoge la presión en el arranque de la bóveda y la transmite a un contrafuerte, o estribo, adosado al muro de una nave lateral. Es un elemento constructivo distintivo de la arquitectura gótica, junto con el arco apuntado y la bóveda de crucería.
Como arco exterior de descarga suele estar en posición inclinada; es, por tanto, un arco rampante o arco por tranquil, ya que tiene los arranques a distinta altura. El arbotante forma parte de la estructura gótica, pero solo se aprecia desde el exterior. La parte inferior se apoya en un estribo, contrafuerte, o botarel; y la parte superior sirve de sostén, generalmente, a una bóveda de crucería. Un pináculo (denominado aguja cuando es muy elevado) corona el estribo, decorándolo, y ayudando con su peso a la estabilidad de la estructura.

## Historia

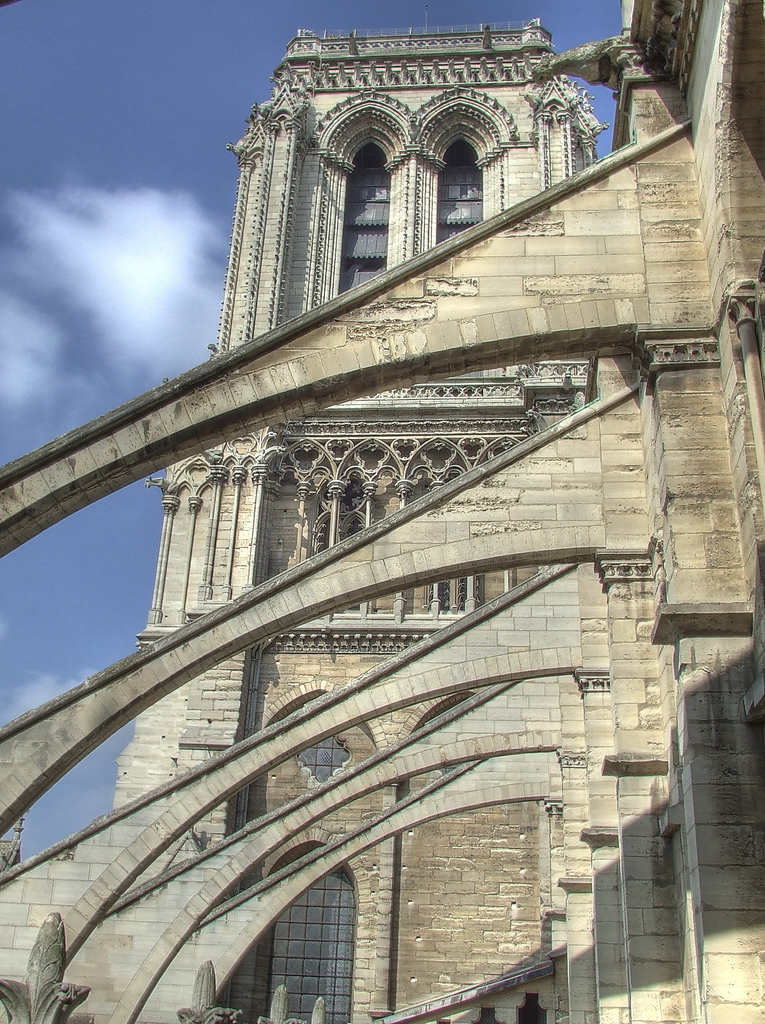
Los arbotantes de la nave central de Nuestra Señora de París, datan del año 1230.

Se utilizó por primera vez en 1180 en la construcción de la nave central de Nuestra Señora de París, para reforzar su bóveda de ojivas. Mediante este sistema se consiguió transmitir las presiones desde el arranque de las bóvedas altas hasta los contrafuertes del exterior, permitiendo abrir mayores vanos en los muros de la nave central. Con el arco apuntado, gracias a su verticalidad, se consiguió elevar la altura del edificio.
Este sistema sustituyó a los estribos utilizados en el románico para contrarrestar los empujes laterales de la bóveda. Al liberarse el muro de la función de contrafuerte, se pudieron hacer más altos y esbeltos, propiciando la entrada de luz a través de los vitrales. Más tarde y con el fin de evitar el desplazamiento de los contrafuertes por el empuje de los arbotantes y, a su vez, contribuir al efecto ascendente de la arquitectura gótica, se les coronó con un pináculo o pilar terminado en forma apiramidada en su parte superior. El arbotante también se utiliza para conducir al exterior el agua de lluvia de las cubiertas, adornándose estos desagües habitualmente con figuras grotescas, las cuales reciben el nombre de gárgolas.

## Tipos de arbotantes

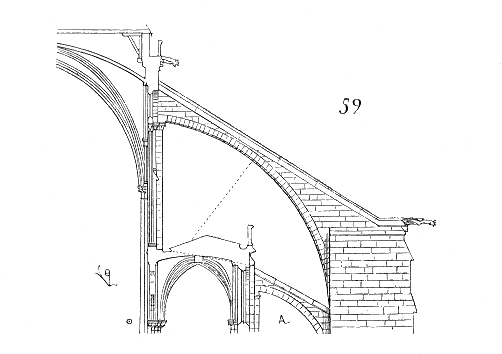
Catedral de Nuestra Señora de París
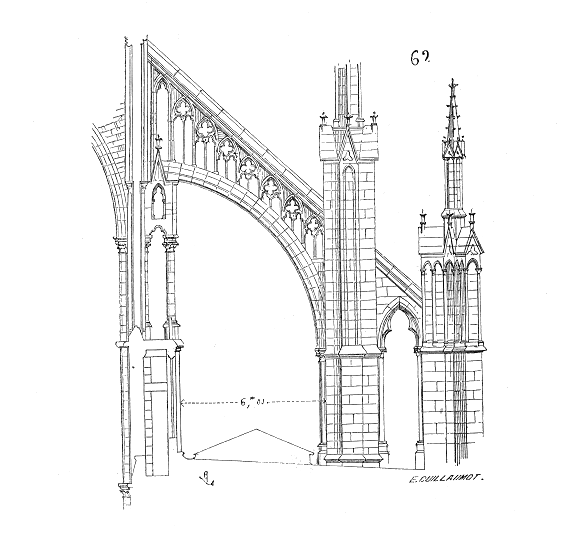
Catedral de Amiens
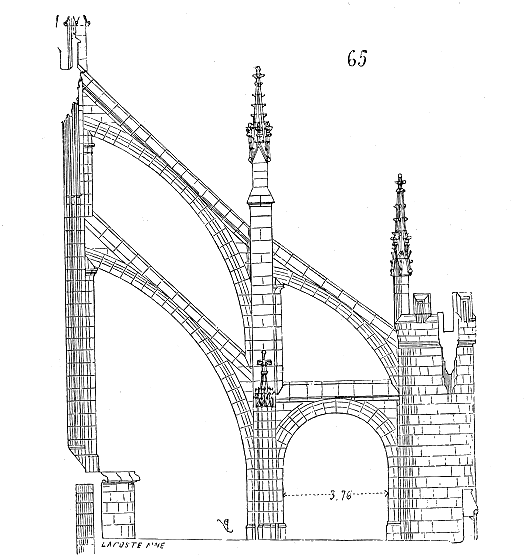
Catedral de Narbona
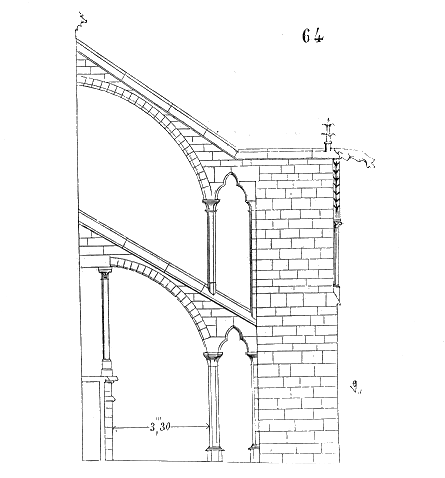
Catedral de Clermont Ferrand